# Anas melleri
El pato de Meller o ánade malgache (Anas melleri) es un miembro del género Anas endémico de Madagascar en peligro de extinción.